# Elisa Agbaglah
Elisa Afie Agbaglah (* 1990 in Kandel) ist eine deutsche Schauspielerin mit ghanaischen Wurzeln.

## Biografie
Agbaglah wuchs in Rülzheim und Neuburg am Rhein auf. Sie schloss 2011 ihre Ausbildung zur Schauspielerin an der EFAS in Zürich ab. 2013 war sie in drei Folgen der ZDF-Serie Der Landarzt zu sehen, 2016 im Tatort Odenthal: Du gehörst mir. Sie hat des Weiteren langjährige Erfahrung in Tanz (Ballett, Hip-Hop, Jazz und Modern) und Gesang (Pop, Musical, Rock, Klassisch). Seit der Spielzeit 2014/2015 gehört sie zum Schauspielensemble des Salzburger Landestheaters. Neben ihren Rollen als Schwester Sophia in dem Musical The Sound of Music und Rosalinde in Romeo und Julia spielte sie 2016 die Hauptrolle Azime in der Uraufführung von Anthony McCartens Funny Girl. Von 2019 bis 2023 spielte sie die Rolle der Dr. Emma Jahn in der Fernsehserie In aller Freundschaft – Die jungen Ärzte. 2024 übernahm sie zudem in der Kinderhörspiel-Serie Die Mumins nach dem Klassiker von Tove Jansson die Rolle der Snorka.

## Ausbildung, Preise
- 1996–2008: Ballettschule Lagunilla Reyerinck, Klassisches Ballett
- 2003–2008: Konservatorium Karlsruhe, Gesangsausbildung
- 2007: Sommer-Intensiv-Theaterkurs bei Benito Gutmacher
- 2007–2008: Sandkorntheater Karlsruhe, Jugendclub
- 2008–2011: Schauspielstudium, EFAS Filmschauspielschule
- 2011: Stunt Training bei Andy Kunz (Kung-Fu-Weltmeister)
- 2013: Workshop, IFS – Internationale FilmSchule, Wintercamp mit Hanfried Schüttler

## Filmografie (Auswahl)
- 2011, 2017, 2018, 2019: Werbung
- 2012: Der Landarzt (Fernsehserie)
- 2015: Tatort – Du gehörst mir (Fernsehreihe)
- 2018: Das Tal der Mörder (Fernsehfilm)
- 2019: Vienna Blood – Königin der Nacht (Episodenrolle)
- 2019: In aller Freundschaft – Die Krankenschwestern (Episodenrolle)
- 2019–2023:[6] In aller Freundschaft – Die jungen Ärzte (Fernsehserie)
- 2022: In aller Freundschaft (Fernsehserie)

## Theater, Musical
- 2015: Arielle, die Meerjungfrau (als Attina; Regie: Astrid Großgasteiger)
- 2015: African Spielzeugland (als Sally, Hauptrolle; Regie: Astrid Großgasteiger)
- 2015: Nach Europa – Über das Meer (Salzburger Landestheater; Als Khady Demba, Co-Hauptrolle; Regie: Carl Philip von Maldeghem)
- 2015: The Sound of Music (Musical; als Schwester Sophia; Regie: Andreas Gergen, Christian Struppeck)
- 2016: Funny Girl U/A (als Azime, Hauptrolle; Regie: Carl Philip von Maldeghem; Salzburger Landestheater)
- 2017: Die kleine Hexe (Salzburger Landestheater; als die kleine Hexe, Hauptrolle; Regie: Jimena Echeverri Ramirez)
- 2018: Kick it like Beckham (Salzburger Landestheater; als Jezz Bamrah, Hauptrolle; Regie: Carl Philip von Maldeghem)